# Saint-Sulpice-de-Pommiers
Saint-Sulpice-de-Pommiers ist eine französische Gemeinde mit 271 Einwohnern (Stand: 1. Januar 2022) im Département Gironde im Arrondissement Langon. Sie gehört zum Arrondissement Langon und zum Kanton Le Réolais et Les Bastides.

## Geografie
Die Gemeinde Saint-Sulpice-de-Pommiers liegt im Weinbaugebiet Entre deux mers, 22 Kilometer nordöstlich von Langon. Die Vignague begrenzt das Gemeindegebiet im Osten. Umgeben wird Saint-Sulpice-de-Pommiers von Sauveterre-de-Guyenne im Nordosten, Saint-Hilaire-du-Bois im Südosten, Saint-Félix-de-Foncaude im Süden, Castelviel im Westen sowie Saint-Brice im Nordwesten.

## Bevölkerungsentwicklung
| Jahr                       | 1962 | 1968 | 1975 | 1982 | 1990 | 1999 | 2008 | 2020 |
| Einwohner                  | 262  | 269  | 206  | 202  | 220  | 228  | 225  | 262  |
| Quellen: Cassini und INSEE |      |      |      |      |      |      |      |      |

## Sehenswürdigkeiten

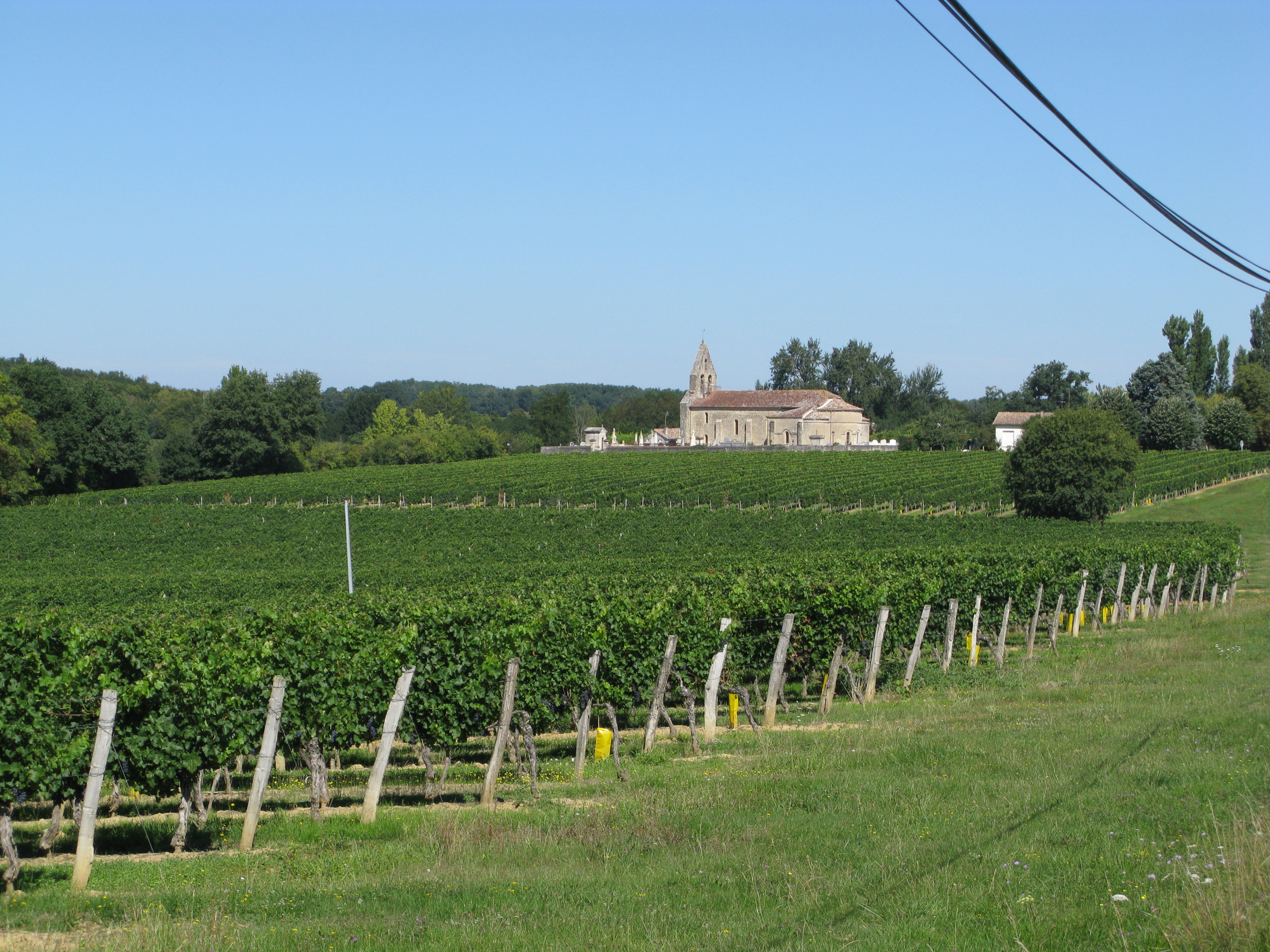
Kirche Saint-Sulpice in den Weinreben

- Kirche Saint-Sulpice